# گریوان

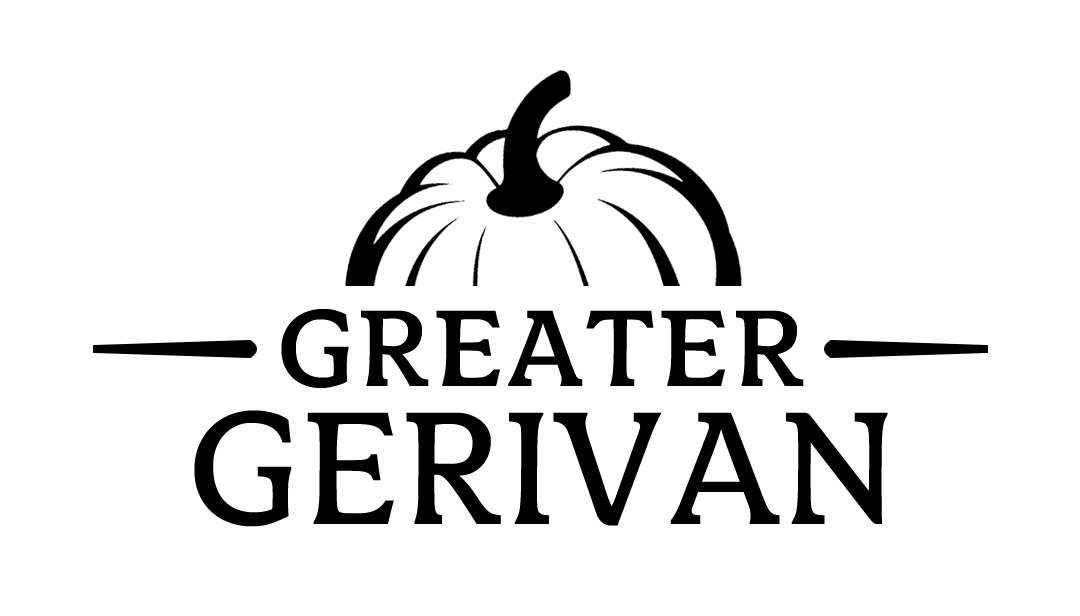
_{نمایی از کدو، نماد روستای گریوان}

گریوان بزرگ /'gərivān/ / گ ِری وانْ / روستایی کوهستانی در دهستان آلاداغ بخش مرکزی شهرستان بجنورد استان خراسان شمالی ایران است. سرچشمه گریوان که یکی از جاذبه های گردشگری این روستا است. یکی از پرآب ترین چشمه های منطقه بجنورد است که آب آن بوسیله آبراه‌ها، میان کشاورزان تقسیم می شود. کوه سالوک، یکی از قلل مشهور استان در این منطقه واقع شده است. مردم این روستا به زبان ترکی خراسانی تکلم می کنند. اغلب نام‌های خانوادگی اهالی این روستا «گریوانی» می‌باشد.

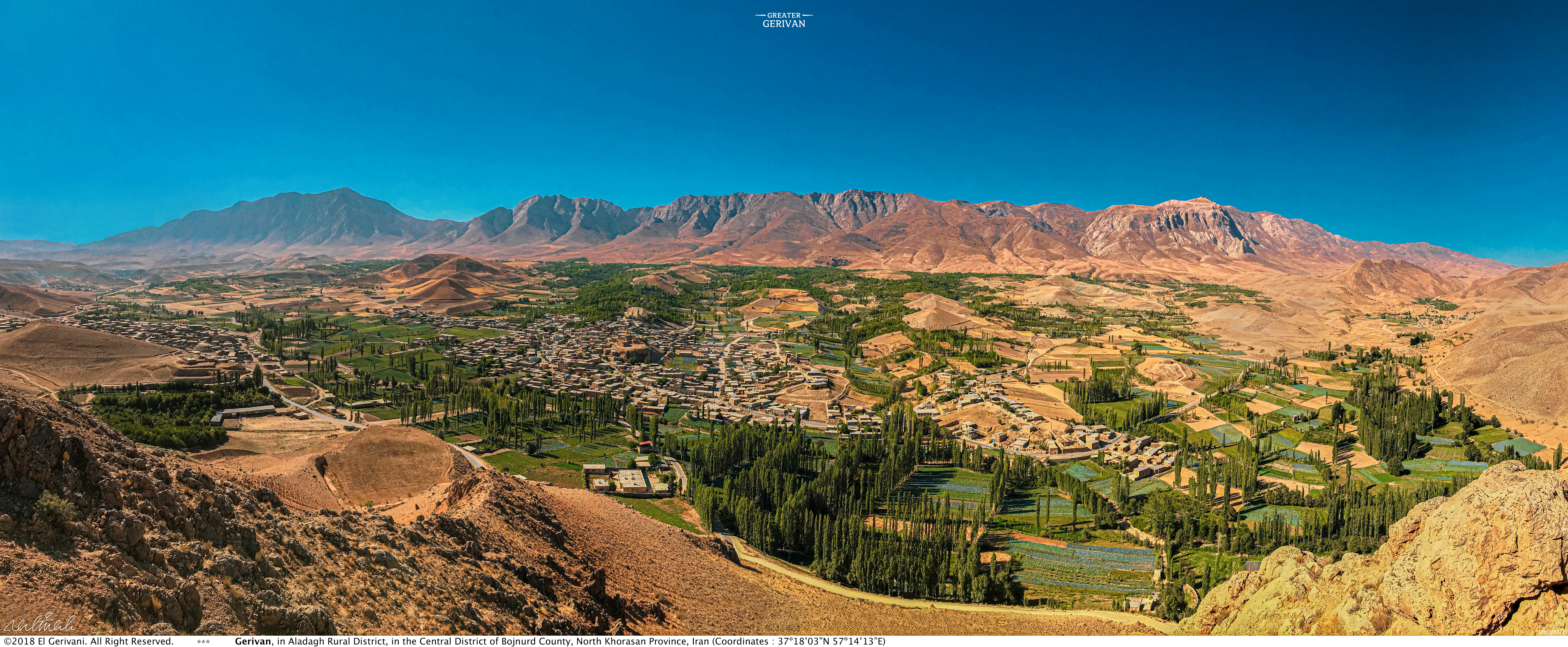
[Greater Gerivan "Nāzləinin Kāmāri" view [Ph. El Gerivani

## نام شناسی
در خصوص ریشه یابی نام " گریوان " داده های پراکنده و گاهن متناقضی آورده شده است. داده های این دسته به شرح زیر هستند:
۱ - عده ای نیز بر این باورند که ریشه کلمه گریوان را «گِئر» که کلمه ترکی به معنای "واردشو" و پسوند «وان» به معنای "فراوانی" است و از نظر زیبای شناسی در کلمه، «کئرئو» به معنای «یار مشفق و مهربان» دانسته اند و در نتیجه گریوان به معنای «سرزمین مهربانان» خواهد بود.
۲ - عده ای دیگر براین نظریه معتقدند که نام گریوان از واژه "گبریان" است  زیرا در گریوان باستان مردم به آیین زرتشتی(گبر) باور داشته و گبر نشین بوده اند.
۳ - از منظر دیگری در تصویری که از گریوان در زمان ناصر الدین شاه قاجار توسط عکاس شاه گرفته شده است؛ عنوان شده است که مردم محلی به گریوان "گِئروان " می گفته اند. و اینکه کلمه" گیریش"ریشه کلمه ترکی "گریوان "می باشد که به معنای اولین ها می باشد.
۴ - یکی دیگر از نقل هایی که متناسب با فرهنگ صده های اخیر گریوان است ریشه این نام را به شرح زیر تحلیل می کند :
درفرهنگ بومی رایج بین اقوام ترک ساکن در منطقه درجشن ، یکی از نزدیکان و دوستان صمیمی را به عنوان "کرو" انتخاب می کنند. "کرو" در اصل به معنای مشفق یا مهربان می باشد که ریشه گریوان را باید در این کلمه یافت. با این احتمال نام اولیه گریوان؛ "کروان" بوده به معنای جمع "کرو"ها، یعنی سرزمین دوستان مشفق یا سرزمین مهربانان. بعدها "کروان" به "گروان" تغییر پیدا کرده است .
۵ - یکی دیگر از احتمالات شرح دهنده ی نام گریوان بصورت زیر می باشد :
« گیریوقان = گیریو + قان » یک واژۀ کاملاً ترکی و از مصدر « گیرمک = واردشدن » و به معنای "پیشرو" و اولین "وارد شده ها" باشد که بر اثر تکرار و قانون نرم شدن کلمات گیریوقان به گیریوان و بعدها به گریوان بدل شده است.
۶ - یکی دیگر از نظریات که بیشتر نقل قول کرد های این ناحیه است برگرفته شدن نام گریوان از واژه ی کردی "گِر" به معنای "بزرگ" با پسوند "وِنا" به معنای" آنها" است بصورت ( بزرگترین آنها ) که دلیل آن بزرگ بودن گریوان نسبت به سایر روستا های آن ناحیه است. 
۷ - برخی دیگر این کلمه را مشتق گرفته شده از گَوَنْ (گِوانْ) که نوعی بوته کوهی این ناحیه است دانسته اند.
۸ - برخی کلمه گریوه به معنای دامنه کوه را منشاء این نام دانسته اند.
۹ - در لغتنامه ی دهخدا واژه گریوان به گریبان نسبت داده شده است.

## مردم‌شناسی
در ۲ کیلومتری موقعیت فعلی روستای گریوان، تپه‌ای باستانی بنام" امام قولاغی" وجود دارد که بقایای باقی‌مانده از گذشته، گویای وجودی شهر یا روستایی توسعه یافته و پررونق بوده‌است به گونه‌ای که از شبکه آبرسانی برخوردار بوده و آب مصرفی مردم از چشمه‌های واقع در بخش جنوبی آن به فاصله حدود ۲ تا ۳ کیلومتر بنام "بند جعفر" به وسیله لوله‌های سفالین تأمین می‌شده‌ است. ظاهراً در اثر یک رخداد ناگوار و احتمالاً زلزله‌ای مخرب این آبادی نابود شده و معدود باقی ماندگان آن به محل فعلی گریوان مهاجرت کرده و در بالای تپه سکنا گزیده‌اند. پس از آن دسته‌ای از ترکهای افشار به این محل مهاجرت کرده و در بخش شرقی تپه اسکان یافته‌اند. با مهاجرت دادن قبایل کرد به خراسان شمالی، دسته از کردهای ایل چمشگزک (یا همان کرمانج که خود از شاخه‌های کرد محسوب می‌شود) در بخش غربی تپه گریوان درمحل "کلاته برج"ساکن شدند. در حال حاضر مردم گریوان به زبان ترکی تکلم می‌کنند. بسیاری از گریوانی‌ها اکنون در شهرهای مختلف ایران از قبیل بجنورد، مشهد، اصفهان و تهران زندگی می‌کنند.

## جمعیت
بر پایه سرشماری عمومی نفوس و مسکن در سال ۱۳۹۵ جمعیت این مکان ۲٬۴۳۳ نفر (۷۶۵خانوار) بوده‌است.

## جانور شناسی
از گونه های جانوری در این منطقه می توان به قوچ، گوسفند وحشی اوریال، کل و بز، تشی، آهو، پلنگ، گرگ، روباه، شغال، گراز، خوک وحشی ،کفتار و از گونه های پرندگان به کبک، بلدرچین، عقاب، شاهین، لاچین اشاره کرد.

## گردشگری و کوهنوردی
تفریحگاه ها
از تفریحگاه های گریوان میتوان به درّه زوُ و سر چشمه گریوان اشاره کرد.
کوه ها
از جمله کوه های شناخته شده ی منطقه ی گریوان می توان سالوک، آق داغ، اشاره کرد که در اطراف این کوه ها مناطقی برای کوهنوردان و توریستها و ساکن شدن دامداران وجود دارد.از جمله این مناطق سیاه خانه، جَرف، تَلوستان و تَرنوُ اشاره کرد.

## کشاورزی
محصولات زراعی
محصولات زراعی همچون گندم، جو، نخود، لوبیا، عدس، پیاز، سیب زمینی، کلم، کدو، هویج ،سیر و... در گریوان کشت می شود.
محصولات باغی
از محصولات باغی موجود می توان به  گیلاس، گردو، سیب، گلابی، هلو، آلبالو و انواع آلو اشاره کرد.